# Zählgeschichte

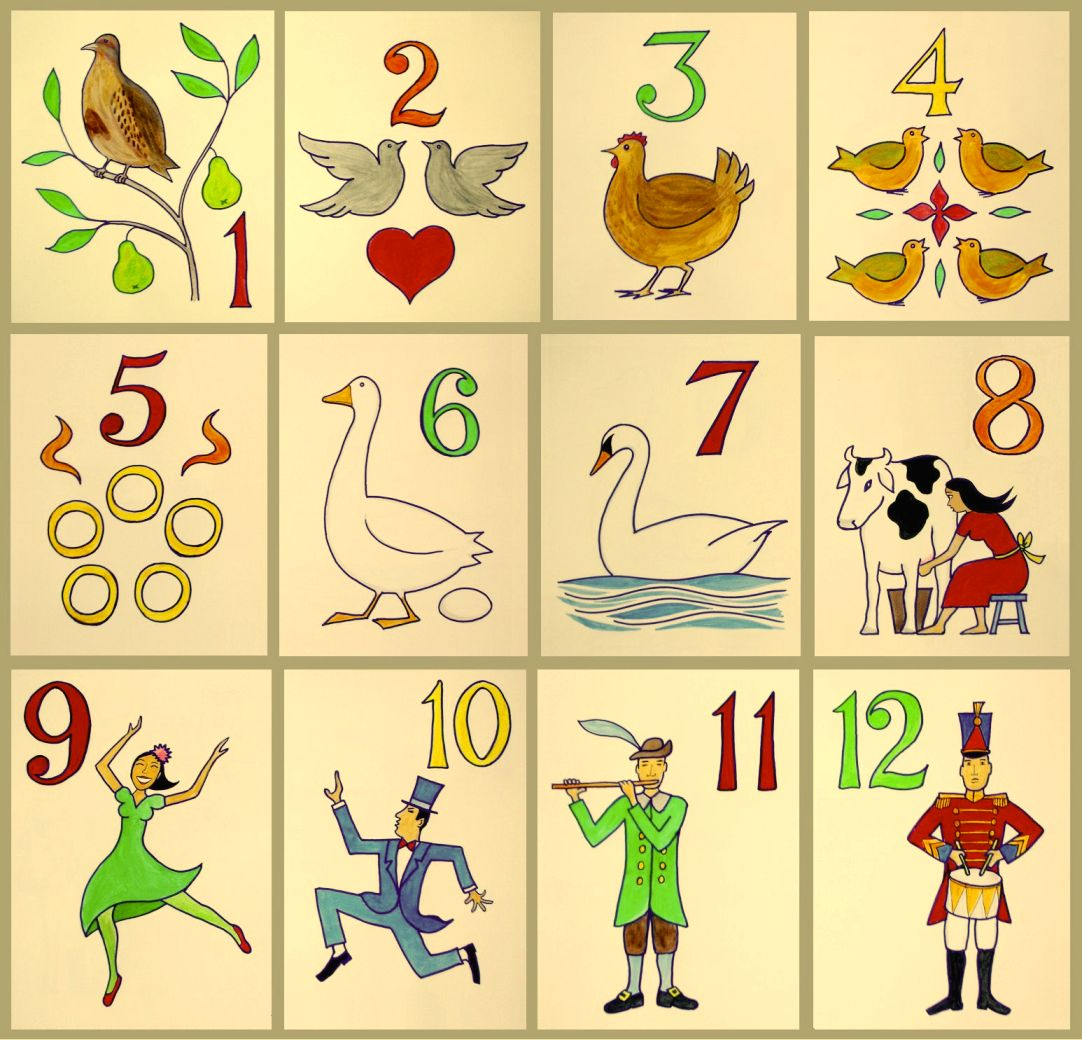
„The Twelve Days of Christmas“, Beispiel einer Zählgeschichte

Eine Zählgeschichte (auch Zählreim) ist eine Form der Lyrik. In Zählgeschichten wird entweder aufsteigend oder absteigend gezählt, das Prinzip ähnelt hierbei dem Kinderspiel Kofferpacken („Ich packe meinen Koffer …“), nur dass eben der Text bereits durch den Autor der Verse vorgegeben wird. Die Geschichte dient hierbei allerdings nicht als „Zufallsgenerator“ (vergl. Abzählreim), sondern zur Unterhaltung oder als Spiel selbst.

## Formen
Einfache Zählgeschichten zählen nur aufwärts oder abwärts, die einzelnen Verse sind immer gleich lang. Ein typisches Beispiel hierfür ist der Kinderreim Zehn kleine Negerlein, das traditionelle Weihnachtslied The Twelve Days of Christmas oder der Musiktitel Zehn kleine Jägermeister von Die Toten Hosen aus dem Jahr 1996. 
Komplexere Zählgeschichten zählen meist aufwärts, die einzelnen Verse werden mit jedem Durchlauf immer länger, bei jedem Durchlauf wird ein neuer Reim angefügt. Ein sehr bekanntes Beispiel hierfür ist Der Bauer schickt den Jockel aus, der Text geht hierbei möglicherweise auf das aramäische Volkslied Chad gadja zurück.
Nach Meinung der Volksliedsammler Ludwig Erk und Franz Magnus Böhme ist die älteste schriftlich überlieferte Zählgeschichte das Lied von den zwölf heiligen Zahlen. Somit wäre die literarische Gattung der Zählgeschichte eine ursprünglich jüdische Tradition:
Erk und Böhme merken an: